# Motobécane Mobyx
sharon 

Le Mobyx est un modèle de cyclomoteur.

## Mobyx X1
En 1971, Motobécane dévoile au public son nouveau deux-roues motorisé : le Mobyx X1.
Le Mobyx X1 est le premier pocket bike français voire européen 50 cm3 à être homologué dans la catégorie cyclomoteur (le Solex Micron, né en 1968 de la même philosophie chez le concurrent Solex mais dépourvu de pédales, est de ce simple fait pour sa part homologué en vélomoteur, législation de l'époque oblige).
Ce petit cyclomoteur est équipé du moteur isodyne de 1,1 ch de la marque, issu de la gamme Cady.

Ce moteur a la particularité d'être à la fois peu performant mais surtout peu gourmand : moins de 2 L aux 100 km en utilisation courante, et une vitesse de 30,5 km/h au régime maxi du moteur. Le freinage est confié à deux tambours de diamètre 70 mm.
Un cadre tubulaire est intégralement caréné par deux demi-coques en plastique. Il reçoit un petit réservoir de deux litres, mais aucune suspension n'équipe cette machine. Les petites roues de 2,5 × 9 pouces sont en alliage, et une poignée de transport se trouve sur la traverse permettant de le porter presque aussi facilement qu'une valise.
Autres particularités du Mobyx, sa petite taille : 1,25 m de long, 45 cm de large (hors pédales) et un poids de 28 kg environ.
La selle et le guidon sont repliables, et la prise d'air du réservoir est condamnable par un bouton moleté, ce qui permet de le coucher pour le ranger facilement dans un coffre de voiture, ou même à l'arrière d'un camping-car.
Il est disponible en versions X1 et X1L, la seconde étant un X1 pourvu de clignotants et d'un feu stop.

## Carrière
Né trop tôt et commercialisé à l'époque à un coût qui avoisinait celui d'une Mobylette plus fonctionnelle, il n'a pas vraiment connu le succès escompté, puisque sa version X1 ne fut produite que de 1971 à 1974 (suivie ensuite par la version X7 équipée d'un moteur AV 7). Moins stable, et moins performant que sa grande sœur, le Mobyx X1 visait surtout une clientèle de plaisanciers ou de caravaniers qui recherchaient un véhicule de transport très facilement logeable.

## Usage
Léger et maniable, c'est l'arme absolue pour se déplacer en ville. La vingtaine de kilos en moins qu'une mobylette « bleue » permettait à ses utilisateurs de le déplacer « presque » comme un petit vélo.

## Mobyx X7
Avec le Mobyx X7, ce n'est plus tout à fait la même philosophie. Ce n'est plus le cyclo-valise des vacanciers que l'on pouvait coucher dans le coffre de la voiture mais un mini-cyclo plus complet et plus classique, que Motobécane présente comme spécialement conçu pour la ville. Le moteur type AV7 qui l'anime est beaucoup plus puissant, et également plus gourmand. Il emmène le X7 et son conducteur à 44,4 km/h au régime maxi du moteur, et les freins à tambour sont de diamètre 80 mm. En outre, la machine a pris de l’embonpoint : 37 kg et 1,455 m de long. Toutes les versions bénéficient d'une fourche télescopique et de roues de dix pouces de diamètre.
Quatre versions sont au catalogue : X7, X7V, X7AL et X7AVL :
- V : variateur Mobymatic ;
- AL : suspension arrière, feu stop et clignotants, selle biplace ;
- AVL : suspension arrière, feu stop et clignotants, selle biplace, variateur Mobymatic.